# Lamellitettigodes contractus
Lamellitettigodes contractus är en insektsart som först beskrevs av Bolívar, I. 1887.  Lamellitettigodes contractus ingår i släktet Lamellitettigodes och familjen torngräshoppor.

## Underarter
Arten delas in i följande underarter:
- L. c. palawanicus
- L. c. tricristatus
- L. c. contractus